# Anopheles noei
Anopheles noei este o specie de țânțari din genul Anopheles, descrisă de Mann în anul 1950. Conform Catalogue of Life specia Anopheles noei nu are subspecii cunoscute.